# Paul Wellens
Paul Wellens   (Hasselt, 27 de juny de 1952) va ser un ciclista belga que fou professional entre 1976 i 1987. Durant la seva carrera professional destaquen les dues victòries al Tour de França, el 1977 i 1978 i la classificació final de la Volta a Suïssa de 1978. És germà dels també ciclistes Johan i Leo Wellens.

## Palmarès
Palmarès de Paul Wellens.
- 1977
  - 1r a Orchies
  - Vencedor d'una etapa del Tour de França
  - Vencedor d'una etapa de la Volta al País Basc
- 1978
  - 1r a la Volta a Suïssa
  - 1r a Kamerik
  - Vencedor d'una etapa del Tour de França
- 1979
  - 1r a Beringen
  - 1r al Critèrium de Koersel
- 1981
  - 1r a la Brussel·les-Ingooigem
- 1983
  - Vencedor d'una etapa del Tour de l'Avenir

### Resultats al Tour de França
- 1976. 69è de la classificació general
- 1977. 30è de la classificació general. Vencedor d'una etapa
- 1978. 6è de la classificació general. Vencedor d'una etapa. 1r al Premi de la Combativitat
- 1979. 8è de la classificació general
- 1980. 56è de la classificació general
- 1981. 14è de la classificació general
- 1982. Abandona (18a etapa)
- 1985. 32è de la classificació general

### Resultats a la Volta a Espanya
- 1976. 33è de la classificació general
- 1977. 28è de la classificació general
- 1982. 16è de la classificació general

### Resultats al Giro d'Itàlia
- 1983. 53è de la classificació general